# 柔体螳属
柔体螳属（学名：Hapalogymnes）是矮螳科的一属。

## 下属物种
本属包括以下物种：
- Hapalogymnes gymnes Rehn, 1927